# Lariksviltkelkje
Het lariksviltkelkje (Lachnellula occidentalis) is een schimmel behorend tot de familie Lachnaceae. Hij leeft saprotroof op takken en twijgen van de Larix (Larix).

## Kenmerken

### Uiterlijke kenmerken
Het Lariksviltkelkje vormt kortstelige, kelkvormige 1 tot 3 mm (in uitzonderlijke gevallen tot 5 mm brede), samen groeiende apothecia, die aan de buitenkant dicht bezet zijn met witte haren en waarvan de vruchtschijf (hymenium) dooier is oranjegeel.

### Microscopische kenmerken
De haren zijn hyaliene, dunwandig, fijnkorrelig en hebben een afgeronde punt. De ascosporen zijn elliptisch-spoelvormig, zijn eenmaal gesepteerd op volgroeide leeftijd en meten 17-20 × 5-8 µm. De parafysen zijn draadvormig, enigszins verbreed aan de punt (2,5 tot 3,5 μm breed) en soms vertakt. Soms vormen ze ook gesepteerde conidia gevuld met oranje druppels.

## Verspreiding
Het komt in Midden-Europa veel voor in alle lariksbossen. In Nederland komt het zeldzaam voor. Het staat op de rode lijst in de categorie 'Bedreigd'.

## Foto

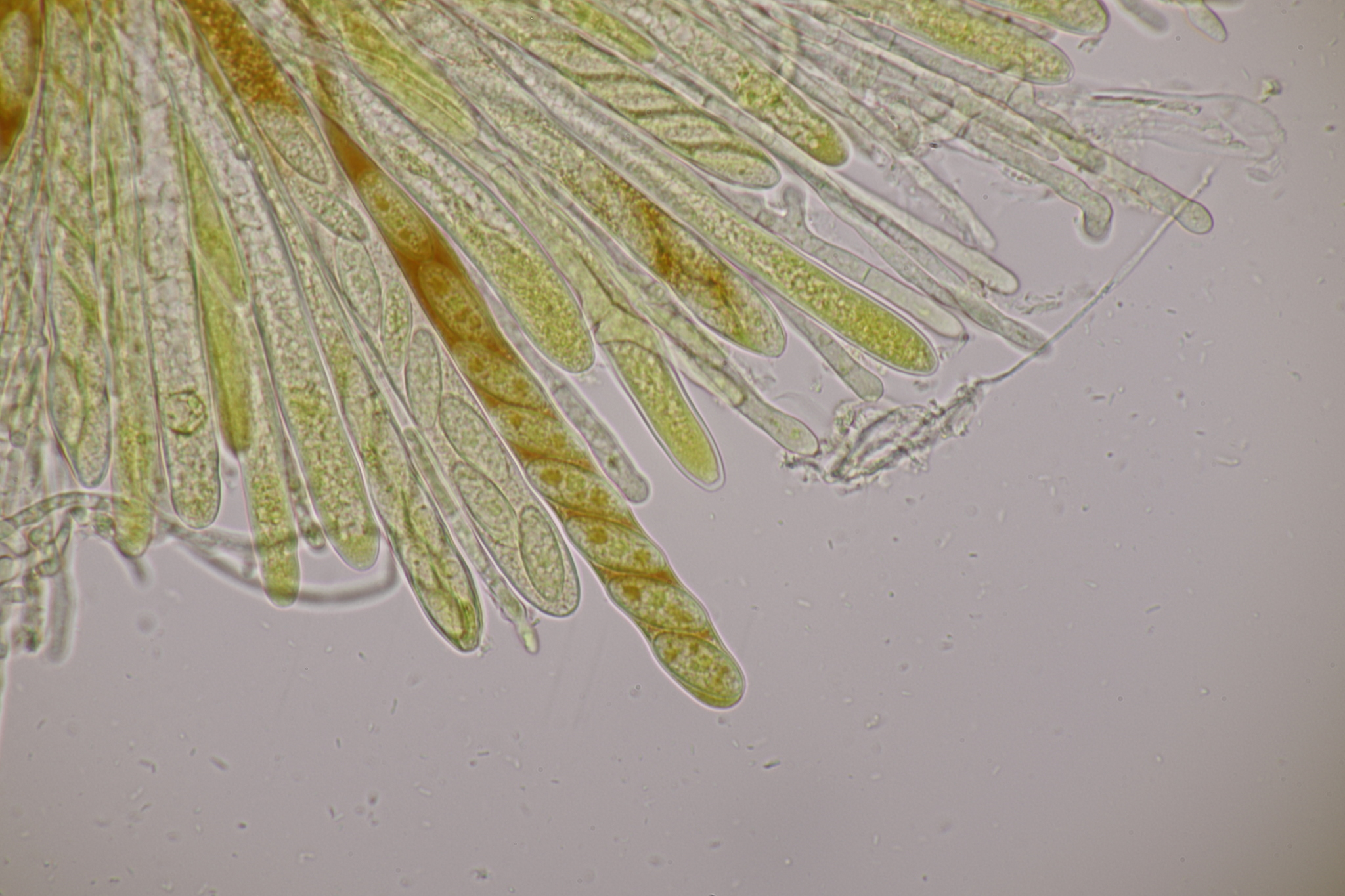
Asci met sporen en daartussen parafysen